# Jean-Paul Rappeneau
Jean-Paul Rappeneau (Auxerre, 8 aprile 1932) è un regista e sceneggiatore francese, conosciuto soprattutto per Cyrano de Bergerac (1990), film vincitore di 10 premi César, fra cui quello per il miglior regista.

## Filmografia

### Regista
- L'armata sul sofà (La vie de château) (1966)
- Gli sposi dell'anno secondo (Les Mariés de l'an II) (1971)
- Il mio uomo è un selvaggio (Le sauvage) (1975)
- Che cavolo mi combini papà?!! (Tout feu, tout flamme) (1982)
- Cyrano de Bergerac (Cyrano de Bergerac) (1990)
- L'ussaro sul tetto (Le Hussard sur le toit) (1995)
- Bon Voyage (2003)
- Belles familles (2015)

### Sceneggiatore
- Zazie nel metrò (Zazie dans le métro), regia di  Louis Malle (1960)
- L'uomo di Rio (L'homme de Rio), regia di Philippe de Broca (1964)